# İlhan Usmanbaş
İlhan Usmanbaş, né le 23 octobre 1921 à Constantinople et mort le 30 janvier 2025, est un compositeur turc.

## Biographie
Ilhan Usmanbas, en turc : İlhan Usmanbaş, étudie le violoncelle pendant son enfance avant d'étudier le piano et la composition au Conservatoire d'Ankara. Il commence à y enseigner à partir de 1948. En 1952, lors d'un séjour aux États-Unis, il travaille avec le compositeur Luigi Dallapiccola au Berkshire Music Center à Tanglewood. Il retourne aux États-Unis en 1958. Ses premières œuvres suivent les schémas des chants traditionnels turcs, mais il change d'esthétique après son voyage, adoptant alors les techniques sérielles avec des épisodes aléatoires occasionnels.
Il meurt le 30 janvier 2025.

## Œuvres
Ilhan Usmanbas écrit plusieurs pièces pour piano ainsi que les œuvres suivantes :

### Musique orchestrale
- Concerto pour violon (1946) ;
- Symphonie (1948) ;
- Symphonie pour cordes (création à Ankara le 20 avril 1950) ;
- Musique (1950), pour orchestre à cordes, percussions, piano et récitant ;
- Morturaire (1953), pour récitant, chœur et orchestre ;
- Sur trois tableaux de Salvador Dali (1953) pour cordes ;
- Musique japonaise (1956) pour chœur de femmes et orchestre ;
- Un coup de dés (1959), pour chœur et orchestre ;
- Gölgeler (Ombres, 1964) ;
- Bursting Sinfonietta (1968) ;
- Musique pour un ballet (1969) ;
- Mouvement symphonique (1972) ;
- Petite Musique de nuit (1972) ;

### Musique de chambre
- Quatuor à cordes (1947) ;
- Quintette avec clarinette (1949) ;
- Sonate pour hautbois et piano (1949) ;
- Sonate pour trompette et piano (1949) ;
- Musique avec un poème (1958) pour mezzo-soprano, flûte, clarinette, basson et deux violons ;
- Un saut dans l'espace (1966), pour violons et quatre instruments ;
- Quatuor à cordes '70 (1970) ;